# Lijst van uitdrukkingen en gezegden A-E
Hieronder staat een lijst van uitdrukkingen en gezegden met steekwoorden die beginnen met een letter in de serie A-E.
| Spreekwoorden       |
| A-E F-J K-O P-U V-Z |

| Uitdrukkingen en gezegden |
| A-E F-J K-O P-U V-Z       |

## a
Van A tot Z.
Van het begin tot het einde; helemaal.

## aagje
Een nieuwsgierig aagje.
Een nieuwsgierig persoon.

## aambeeld
Altijd op hetzelfde aambeeld slaan.
Steeds weer op hetzelfde onderwerp terugkomen.

## aangebrand
Gauw aangebrand zijn.
Snel boos worden.
Een aangebrande familie.
(in België) Familie met een of vaak meerdere voorouders die collaboreerden tijdens de Tweede Wereldoorlog. De term wordt vooral gebruikt indien de afstammelingen niet duidelijk afstand namen van de activiteiten van hun ouders of grootouders.

## aanvaring
Met iemand in aanvaring komen.
Ruzie of problemen met iemand krijgen.

## aanzien
Zonder aanzien des persoons.
Zonder iemand voor te trekken; zonder er rekening mee te houden om wie het gaat.

## aap
Aap wat heb je mooie jongen.
Sarcastische opmerking over iemand die wat al te trots is op iets. 

Hij speelt aap wat heb je mooie jongen.
Hij is overdreven vriendelijk (tegenover iemand van wie hij wat verwacht of tegenover wie hij wat goed te maken heeft). 

Nu komt de aap uit de mouw.
Nu blijkt wat werkelijk de bedoeling was.

In de aap gelogeerd zijn.
In een vervelende positie beland zijn.
Café In 't Aepjen aan de Zeedijk in Amsterdam (een van de twee nog bestaande laatmiddeleeuwse houten huizen in de stad) zou vroeger een logement zijn geweest waarvan de eigenaar apen hield, die ongedierte aantrokken.
Ook werden rond de gouden eeuw veel mensen aangetrokken door ronselaars van de VOC (Verenigd Oost Indisch compagnie) in café In't Aepjen. De ronselaars lieten het alcoholisch vocht flink stromen om ervoor te zorgen dat hun slachtoffers hun handtekening zetten onder een contract. De volgende morgen werd het duidelijk dat ze geronseld waren en er geen weg meer terug was.
Ook: De aap is een zeil, soms moeten gasten aan boord er genoegen mee nemen als beddengoed.

Voor aap staan.
In het openbaar belachelijk zijn.

De aap beet hebben.
De buit (het begeerde geld) binnen hebben.

Iemand na-apen.
Iemand nadoen.

## aard
Dat is de aard van het beestje.
Dat is typisch iets voor die persoon; zo zit hij of zij nu eenmaal in elkaar.

Een aardje naar je vaartje hebben.
Veel op je vader lijken.

## aardappel
De aardappels afgieten.
Urineren (door een man).

De hete aardappel doorschuiven.
Een vervelende beslissing aan een ander overlaten.

Met een hete aardappel in de keel praten.
Geaffecteerd praten.

## aarde
In goede aarde vallen.
Goed ontvangen worden (bijvoorbeeld van een voorstel, toespraak of boek).

Iemand ter aarde bestellen.
Iemand begraven.

## Abraham
Abraham gezien hebben.
50 jaar of ouder zijn.

Weten waar Abraham de mosterd haalt.
Weten hoe iets in zijn werk gaat; dingen goed snappen.

## achterdeur
Via (of langs) de achterdeur.
Indirect, onopgemerkt, stiekem.

Een achterdeurtje.
Een manier om iets te ontduiken.

## achterhoofd
Hij is niet op z'n achterhoofd gevallen.
Hij is behoorlijk slim; hij heeft iets wel in de gaten.

## acte de présence
Acte de présence geven.
Ervoor zorgen dat je ergens aanwezig bent.

## adamskostuum
In adamskostuum.
Naakt, zonder kleren.

## adder
Als door een adder gebeten zijn.
Opeens fel reageren.

Een adder aan zijn borst/boezem koesteren.
Hulpvaardig zijn tegen iemand die je er niet dankbaar voor zal zijn.

## addertje
Er schuilt een addertje onder het gras.
Er is een verborgen risico in het spel.

## adem
De laatste adem uitblazen.
Sterven, doodgaan.

De langste adem hebben.
Iets het langst volhouden.

Iemands hete adem in de nek voelen.
Bijna ingehaald worden; ook: opgejut of opgejaagd worden.

Iets in één adem uitlezen.
Iets zonder onderbrekingen uitlezen.

## advocaat
Advocaat van de duivel spelen.
Een mening geven waar je het zelf niet mee eens bent, maar die je geeft om reacties uit te lokken.

## aflossing
Een aflossing van de wacht.
Een vervanging van de ene persoon door een andere.

## aftocht
De aftocht blazen.
Vertrekken als de situatie te bedreigend of te moeilijk wordt.
(Afgeleid van het trompetsignaal of hoornsignaal, waarmee men een legeronderdeel het bevel tot terugtrekken placht te geven.)

## afwezigheid
Schitteren door afwezigheid.
Ergens niet aanwezig zijn, terwijl je komst wel verwacht werd.

## agenda
Een verborgen agenda hebben.
Een doel hebben dat voor de anderen verborgen gehouden wordt, bijvoorbeeld in een samenwerkingsverband.

Dat staat op de agenda.
Dat gaat nog gebeuren; dat gaat nog besproken worden.

## akkertje
Op z'n dooie akkertje.
Op zijn gemak, heel rustig, heel langzaam.

## akkoord
Het op een akkoordje gooien.
Met elkaar afspreken iets op een bepaalde manier aan te pakken.

## alfa
De alfa en de omega.
Zowel het begin als het einde; alles.

## alles
Alles op alles zetten.
Zich tot het uiterste inspannen om iets te bereiken.

## ambacht
Iemand van twaalf ambachten en dertien ongelukken zijn.
Steeds verschillende baantjes hebben maar in geen enkel baantje succesvol zijn.

## angel
Ergens de angel uit trekken.
Ervoor zorgen dat iets minder gevaarlijk wordt door het meest gevaarlijke deel onschadelijk te maken; iets minder pijnlijk maken.

## anker
Het anker lichten.
Vertrekken. Ervandoor gaan.

Voluit in de ankers gaan.
Krachtig remmen.

## antenne
Een antenne hebben voor iets.
Iets goed aanvoelen.

## apegapen
Op apegapen liggen.
op sterven liggen; oneig. versuft, verslapt zijn, het zeer benauwd hebben (bijvoorbeeld door de warmte).

## apelazarus
Je het apelazarus werken.
Heel hard werken.

Je het apelazarus schrikken.
Door iets of iemand onverwachts heel heftig schrikken.

## appel
Appelen voor citroenen verkopen; ook: Knollen voor citroenen verkopen.
Oplichten, bedriegen.

Appels met peren vergelijken.
Verkeerde conclusies trekken door zaken te vergelijken die niets met elkaar te maken hebben.

Appeltje-eitje.
Een simpel klusje.

De rotte appels uit de mand halen.
De minder getalenteerde personen wegsturen, de minder goede dingen sorteren van de goede dingen.

Door de zure appel heen bijten; ook: Door de zure appel bijten.
Een onaangenaam karwei opknappen.

Een appeltje met iemand te schillen hebben.
Iets met iemand te bespreken hebben naar aanleiding van iets wat men die ander verwijt. Ook: wraak op iemand willen nemen.

Een appeltje voor de dorst.
Een reserve voor moeilijke tijden die mogelijk nog gaan komen.

Een oogappel of oogappeltje zijn.
Een zeer geliefd persoon zijn. Vaak gezegd van een kind of kleinkind.

Voor een appel en een ei.
Bijzonder goedkoop.

## à propos
Van je à propos gebracht worden.
In de war gebracht worden.

À propos!
Voor ik het vergeet.

## arbeid
Een Sisyphus-arbeid.
Een zware, onmogelijke, zinloze taak.

## argusogen
Iets met argusogen bekijken.
Iets wantrouwend bekijken. Iets nauwlettend in de gaten houden.

## arm
De sterke arm der wet.
De politie.

Iemand in de arm nemen.
Iemands hulp vragen als je een bepaalde kwestie niet alleen kunt oplossen.

Iemand met open armen ontvangen.
Heel blij zijn met iemands komst en dat ook laten merken.

## armoe(de)
Het is daar armoe troef.
Daar heerst grote armoede.

## armslag
Armslag krijgen.
Meer mogelijkheden krijgen.

## augiasstal
De augiasstal reinigen.
Op een plaats waar heel veel dingen slecht geregeld zijn, de zaken eindelijk goed gaan regelen; een plaats waar heel veel rommel ligt, schoonmaken.

## averechts
Averechts uitpakken.
Helemaal verkeerd aflopen. Tegengesteld uitpakken.

## baal
Ergens de balen van hebben.
Iets niet meer leuk vinden en willen dat het stopt.

## baan
Dat is van de baan.
Dat gaat niet door.

Iets op de lange baan schuiven.
Iets uitstellen tot later.

Iets in goede banen leiden.
Ervoor zorgen dat iets goed verloopt.

## baard
De baard in de keel krijgen.
Een lage stem krijgen.

Spelen om des keizers baard.
Spelen om de eer.

## baas
Er is altijd baas boven baas.
Er is altijd iemand die het nog weer beter doet of beter weet.

Iemand of iets de baas zijn.
Iemand of iets kunnen overmeesteren.

## badwater
Het kind met het badwater weggooien.
Verkeerde maatregelen nemen om ongewenste zaken te bestrijden, zodat juist datgene verloren gaat wat het meest waardevol is.

## bak
Aan de bak komen.
Aan de beurt komen; een baan krijgen.

Het is volle bak.
Het is helemaal uitverkocht; er zijn heel veel mensen.

## baken
De bakens verzetten.
De zaak heel anders aanpakken.

## bakker
Het komt voor de bakker.
Het komt in orde; het wordt geregeld.

## baksteen
Met een baksteen in de maag geboren worden.
Graag een huis willen hebben dat van jezelf is, dat je eigendom is.

## bakzeil
Bakzeil halen.
Toegeven dat je ongelijk hebt; aanzienlijk minder hoge eisen stellen dan je eerder deed.

## bal
Hij weet er geen bal van.
Hij weet er niets van.

De bal aan het rollen brengen.
Ervoor zorgen dat iets onderzocht wordt, dat er actie ondernomen wordt.

De bal terugkaatsen.
Op een vraag die gesteld wordt geen antwoord geven, maar een tegenvraag stellen; op een kritische opmerking van iemand reageren door zelf ook meteen een kritische opmerking te maken over de ander.

Elkaar de bal toespelen.
Elkaar voordeeltjes geven; elkaar helpen.

Dat is een bal voor open doel.
Dat is een opmerking waar een zeer voor de hand liggend weerwoord op gegeven kan worden.

Ergens een balletje over opgooien.
Ergens voorzichtig over beginnen te praten om erachter te komen wat anderen ervan vinden.

## balans
De balans opmaken.
Kijken hoe iets verlopen is; nagaan of je ergens voordeel of nadeel van hebt gehad.

## balk
Wel de splinter in het oog van de ander zien, maar niet de balk in het eigen oog. (Mattheüs 7:3-5.)
Iemand anders wel bekritiseren, maar eigen gebreken niet opmerken.

## ballon
Een proefballonnetje oplaten.
Een voorstel doen om er achter te komen hoe men er op zal reageren. (Met de bedoeling het terug te trekken bij te veel tegenstand, en door te zetten als anderen ermee instemmen).

## ban
In de ban zijn van iets.
Zo erg in iets geïnteresseerd zijn dat je aandacht alleen nog maar daarop kunt richten.

## band
Aan de lopende band.
Aan één stuk door; steeds maar weer.

Door de band genomen.
Gemiddeld; meestal; gewoonlijk. Met de "band" werd bedoeld een stokvishoepel waaraan stokvissen werden gehangen; deze vissen zien er allemaal eender uit. De variant "door de bank genomen" is tegenwoordig Algemeen Nederlands, terwijl in het Zuid-Nederlands nog "band" wordt gezegd.

Iets aan banden leggen.
Ervoor zorgen dat iets zich niet verder kan uitbreiden.

Uit de band springen.
Uitbundig plezier maken, zonder rekening te houden met de regels van orde en fatsoen.

## bank
Door de bank genomen.
Zie: band

## bar
Het is bar en boos.
Het is heel erg; het is heel slecht.

## Barbertje
Barbertje moet hangen.
Iemand moet ergens de schuld van krijgen, ook al heeft hij of zij het misschien helemaal niet gedaan.

## barricade
De barricades opgaan.
Actie voeren om iets voor elkaar te krijgen of juist tegen te houden.

## Bartjens
Volgens Bartjens.
Helemaal correct; zoals het hoort of zoals het moet; heel precies berekend.
Willem Bartjens was een schoolmeester en schrijver van een rekenboek. Wanneer een rekensom klopt, is het dus correct volgens het boekje van Bartjens.

## bed
Dat is ver van mijn bed óf Dat is een ver-van-mijn-bedshow.
Dat is iets waar ik me helemaal niet mee bezighoud; dat is iets wat op grote afstand van hier gebeurt.

Je bedje is gespreid.
Je komt in een situatie terecht waarin alles al voor je geregeld is; je hoeft je geen zorgen te maken over de toekomst.

## bedelstaf
Aan de bedelstaf raken.
In een situatie terechtkomen waarin je geen geld of bezittingen meer hebt en dus heel arm bent.

## bedrijf
Tussen de bedrijven door.
Tussen andere bezigheden in; tussendoor.

## been
Er geen been in zien.
Geen bezwaar onderkennen. Er niet voor terugschrikken.

Het been stijf houden.
Niet toegeven.

De benen nemen.
Ervandoor gaan.

Met beide benen op de grond staan.
Een realist zijn.

Met de benenwagen.
Te voet.

Tegen het zere been schoppen.
Een pijnlijke opmerking maken over iets wat gevoelig ligt.

Zijn beste beentje voorzetten.
Iets zo goed mogelijk doen.

Met het verkeerde been uit bed gestapt zijn.
De dag met een slecht humeur beginnen.

Dat houdt me op de been.
Dat zorgt ervoor dat ik door kan blijven gaan; daardoor houd ik het vol.

Iemand op het verkeerde been zetten.
Iemand ergens een verkeerde indruk van geven, waardoor hij of zij iets gaat denken wat helemaal niet klopt.
Mogelijk afkomstig uit de schermsport.

Op de been blijven.
Blijven staan; niet ziek worden; niet verslagen worden.

Op de been zijn.
Ergens zijn; niet langer ziek zijn.

Op eigen benen staan.
Voor jezelf zorgen; geen hulp nodig hebben.

Op je achterste benen gaan staan.
Boos worden; ergens fel tegen protesteren; het ergens helemaal niet mee eens zijn.

Op je laatste benen lopen.
Bijna niet meer kunnen van vermoeidheid.

## beer
De beer is los.
Er gebeurt opeens van alles; er ontstaat ruzie of paniek.

Een ongelikte beer.
Een man die geen nette manieren heeft; een onfatsoenlijke man.

Daar is iets van de beer bij.
Daar klopt iets niet; daar is iets aan de hand.
Als er vroeger een zeug bij de beer was geweest wist een boer niet meteen of de zeug drachtig was. Hij hield de zeug daarom een tijdje in de gaten. Als de zeug zich anders ging gedragen dan ging de boer ervan uit dat de zeug drachtig was. Wanneer de boer vermoedde dat dit het geval was, was er dus letterlijk "iets van de beer bij".

Beren op de weg zien.
Bang zijn voor iets dat niet bestaat.

## beest
De beest uithangen.
Je misdragen; je schaamteloos en onfatsoenlijk gedragen; met name bij feesten.

Het beestje bij zijn naam noemen.
Duidelijk en precies zeggen hoe je over iets of iemand denkt; precies zeggen hoe iets zit.

Het is bij de (wilde) beesten af.
Het is verschrikkelijk; het is schandalig.

## beetje
Alle beetjes helpen.
Ook een kleine bijdrage is van nut.
Alle kleine details voegen iets toe aan het geheel.

## begin
Dat is het begin van het einde.
Dat is het begin van iets wat uiteindelijk verkeerd zal aflopen.

## behang
Iemand wel achter het behang kunnen plakken.
Iemand heel vervelend vinden, waardoor je het liefst even helemaal niets meer met hem of haar te maken zou willen hebben.

## bek
Breek me de bek niet open.
Begin daar maar niet over, want daar kan ik heel veel negatieve dingen over vertellen.

Op je bek gaan.
Een grote fout maken; afgaan.

## bekaaid
Er bekaaid van afkomen.
Weinig krijgen in vergelijking met anderen.

## bel
Aan de bel trekken.
Duidelijk maken dat er iets aan de hand is; duidelijk maken dat er iets niet klopt.

Er gaat een belletje rinkelen.
Ik begin het te begrijpen.

## beloop
Iets op zijn beloop laten.
Iets gewoon maar verder laten gaan zonder dat je je ermee bemoeit, zonder dat je ingrijpt.

## benenwagen
Met de benenwagen gaan.
Gaan lopen.

## bepakt
Bepakt en bezakt.
Klaar staan met bagage.

## berde
Iets te berde brengen.
Een voorstel doen; iets ter sprake brengen.

## berg
Bergen kunnen verzetten.
Veel taken kunnen verrichten; heel veel werk aankunnen.

De berg heeft een muis gebaard.
Iets wat heel groot of bijzonder leek te gaan worden, is uiteindelijk op niets uitgelopen.
Naar een van de fabelen van Aesopus.

Bergafwaarts.
Het gaat steeds slechter, bijvoorbeeld met iemands gezondheid, of met een bedrijf.

Iemand gouden bergen beloven.
Iemand heel veel beloven; iemand dingen beloven die je nooit waar kunt maken; iemand beloven dat hij of zij rijk zal worden.

Ergens als een berg tegen opzien.
Iets voor zichzelf beschouwen als een zeer moeilijke, of onplezierige, taak of omstandigheid.

## bericht
Geen bericht is goed bericht. Ook: Geen nieuws is goed nieuws.
Als je niet weet hoe het met iets of iemand gaat, kun je ervan uitgaan dat het goed gaat, zolang je geen slecht bericht ontvangt.

## beschuit
Een beschuitje met iemand eten
Een erotische nacht met iemand doorbrengen (gevolgd door een ontbijt).

## beugel
Niet door de beugel kunnen.
De norm overschrijden van wat nog behoorlijk is.

## beurs
Beurs op de knip. Ook: Hand op de knip.
Geen geld (meer) uitgeven.

## bierkaai
Vechten tegen de bierkaai.
Een gevecht aangaan dat je in principe al bij voorbaat verloren hebt.

## biet
Ik snap er geen biet van.
Ik snap er niets van.

De bietenbrug op gaan.
falen, ten onder gaan, zwaar verliezen.

## biezen
De biezen pakken.
Vertrekken, de biezen zijn een dubbele mand van vlechtwerk, gebruikt als koffer

## blad
In een goed blaadje proberen te komen.
Een goede reputatie proberen te verkrijgen bij de machthebbers.

Geen blad voor de mond nemen.
Zonder terughoudendheid een harde mening uiten; geen mooie of omslachtige woorden gebruiken om zijn beweringen minder onaangenaam te laten klinken.

## blaten
Veel geblaat maar weinig wol.
Veel gepraat maar weinig prestatie.

## blauw
Het maar blauw blauw laten.
Er verder maar niet over spreken.

Een blauwtje lopen.
Afgewezen worden (in de liefde)

Een blauwe maandag.
Een extreem korte periode (bijvoorbeeld ergens gewoond hebben of in dienst geweest zijn)

Iemand bont en blauw slaan.
Iemand zo slaan dat hij een dik gezicht met blauwe en geel blauwe vlekken krijgt.

## blind
Met blindheid geslagen zijn.
Verblind zijn, volkomen gebrek hebben aan inzicht.
(Volgens Frederik August Stoett is deze spreekwijze ontleend aan de bijbel, Deut. XXVIII.)

## bloed
Iemand het bloed onder zijn nagels vandaan halen.
Iemand vreselijk treiteren of irriteren.

Iemands bloed wel kunnen drinken.
Iemand niet mogen en daardoor alles doen om die persoon te hinderen.

## bloem
De bloemetjes buiten zetten.
Eens flink er op los feesten.

## blok
Een blok aan het been.
Een last bij het voortgaan.

Voor het blok zetten.
Iemand onverwacht in een lastige positie brengen; bijvoorbeeld iemand dwingen te reageren die dat eigenlijk niet wil, of iemand dwingen een keuze te maken.

## bloot
Bloot slaat dood.
Term uit kinderspel bij het aftikken.

## blufpoker
Blufpoker spelen.
Hoog spel spelen. Risico's nemen.

## bocht
Kort door de bocht.
Voorbarig, nuanceringen negerend. (Voorbeeld: "De bewering dat fractiediscipline de democratie om zeep helpt is misschien wat te kort door de bocht.")

Zich in bochten wringen.
Op onnatuurlijke manier een moeilijkheid oplossen of zich ergens uitpraten.

## boeg
Iets voor de boeg hebben.
Nog werk te doen hebben. / Nog iets mee moeten maken.

Over een andere boeg gooien.
Een heel andere benadering gaan proberen om iets te trachten te bereiken.

Een schot voor de boeg.
Waarschuwing.

## boek
Goed te boek staan.
Een goede reputatie hebben.

Volgens het boekje.
Overeenkomstig de theorie of overeenkomstig de voorschriften.

Over iemand een boekje opendoen.
Informatie over iemand geven, waarvan diegene niet wil dat het bekend wordt.

Buiten zijn boekje gaan.
Zich bemoeien met iets wat hem niet aangaat.

Hij is een open boek voor mij.
Ik doorzie zijn karakter volledig.

## boer
Boerenverstand.
Zonder scholing toch slim zijn.

De boer op gaan.
 Bij de klanten langsgaan. Hiervan ook: in bredere kring presenteren. Van venters, die van boerderij naar boerderij gaan.

Goed boeren / goed geboerd hebben.
Succesvol geweest zijn, vooral financieel.

Lachen als een boer die kiespijn heeft.
Zuurzoet lachen.

Een ongeletterde boer.
Weinig geleerd persoon.

## bok
Een bok schieten.
een fout (flater) begaan.

Van de bok dromen.
Er staat je een bestraffing te wachten of je krijgt het zwaar te verduren (met bok wordt in dit geval een strafwerktuig bedoeld)

## bokkenpruik
De bokkenpruik op hebben.
Slecht gehumeurd zijn.

## boom
Een boom opzetten.
Een informele discussie starten.

Door de bomen het bos niet meer zien.
Door alle details het overzicht verliezen.

De kat uit de boom kijken.
Een afwachtende houding aannemen.

Een boom van een kerel.
Een grote man.

## boon
Voor spek en bonen meedoen.
Wel meedoen met een spel of iets dergelijks, maar nooit kunnen winnen of verliezen.

Zijn eigen boontjes doppen.
Geen beroep doen op hulp van anderen; zijn eigen problemen zelf oplossen.
(Soms gebruikt met 'moeten': "Zij moest haar eigen boontjes doppen.")

Boontje komt om zijn loontje.
Met de gevolgen of straf komen te zitten van iets waarvan je mee weg dacht te komen.
(Voorbeeld: hij gokte dat hij dat geld wel binnen zou slepen, nu zit hij met jarenlange schulden te grienen.)

## boot
De boot missen.
Te laat zijn.

Iemand in de boot nemen.
 Iemand voor gek zetten.

Ergens de boot mee ingaan.
Iets hebben ondernomen, dat tot een totale mislukking heeft geleid (bijvoorbeeld "Daar is hij flink de boot mee ingegaan").

## bord
Met een bord voor de kop lopen.
 Niet voor andere omstandigheden of zienswijzen open staan.

## borst
Maak je borst maar nat.
Bereid je voor op een zware klus (of op veel tegenstand).

Zichzelf op de borst slaan.
Duidelijk aan de omgeving laten weten dat men ergens bijzonder trots op is.

## bos
Door de bomen het bos niet meer zien.
Door een veelheid aan detailinformatie het zicht op het grote geheel kwijtraken.

## bot
Bot vangen.
Geen resultaat boeken.

Tot op het bot uitzoeken.
Zeer grondig uitzoeken.

## boter
Bij elkaar horen als boter en brood.
Goed bij elkaar passen.

Boter aan de galg zijn.
Niet zinvol zijn, zonder resultaat zijn. "Daar is hy verslingert geraakt op een wilde losse meid, die piep jong en Gereformeert is; en of ik kyf en of ik knor, 't is boter aan den galg." B. Wolff en A. Deken, Sara Burgerhart.

Boter bij de vis.
Contant afrekenen.

Boter op het hoofd hebben.
Hypocriet zijn. Zelf mede verantwoordelijk zijn voor iets wat men anderen verwijt.

Botertje aan de boom.
Een voorspoedige toestand; alles even mooi en goed.
(Van: "Boter(tje) tot de boôm [bodem]".)

Het botert niet tussen hen.
Ze kunnen niet goed met elkaar overweg.

Met zijn gat in de boter vallen.
(Onverwacht) goed terechtkomen.

Met zijn neus in de boter vallen.
(Onverwacht) goed terechtkomen.

## boterham
Het op je boterham krijgen.
Een stevig standje incasseren.

Een goede boterham verdienen.
Een goed salaris hebben.

## bovenkamer
Er mankeert iets in zijn bovenkamer.
Hij is niet goed bij zijn verstand.

## brand
Iemand uit de brand helpen.
Iemand uit een moeilijke situatie helpen.

Moord en brand schreeuwen.
Zie: moord.

## brandschoon
Niet brandschoon zijn.
Dingen misdaan hebben.

## breien
Ergens een eind/punt aan breien.
Snel tot een afsluiting komen (bijvoorbeeld van een toespraak)

## bril
Door de bril van een ander zien.
De mening van een ander blind vertrouwen.

Elk ziet door zijn eigen bril.
Ieder ziet het op zijn eigen manier.

Iets door een gekleurde bril zien.
De zaken niet onbevooroordeeld bekijken.

Hij zet er de lakense bril bij op.
Hij kijkt bijzonder scherp toe.

Iemand een bril opzetten.
Iemand inlichten en terechtwijzen.

Een roze bril op hebben.
Verliefd op iemand zijn en hierdoor zijn/haar mindere kanten niet zien.

## broek
Bij die twee heeft zij de broek aan.
Bij dat echtpaar neemt de vrouw de meeste beslissingen.

Zij hebben een te grote broek aangetrokken.
Die organisatie heeft een doel op zich genomen waarvoor ze niet de benodigde capaciteiten, financiële middelen en/of invloed hebben.

Het loopt hem dun door de broek.
Hij is ergens heel erg bang voor.

## brood
Als warme of hete broodjes over de toonbank gaan.
Zeer goed verkopen.

Bij elkaar horen als boter en brood.
Zie: boter

Broodnodig.
Onmisbaar.

Het eet geen brood.
Het kost niets om het te bewaren, behoeft geen onderhoud.

Zoete broodjes bakken.
Dingen zeggen om een goede indruk achter te laten bij mensen met invloed.

## brug
Dat is een brug te ver.
Dat is te moeilijk. (Dit gezegde is een verwijzing naar de mislukte operatie Market Garden, waarover de film Een brug te ver werd gemaakt.)

Over de brug komen.
Betalen.

## Brugman
Hij kan praten als Brugman.
Hij kan makkelijk met veel woorden een min of meer overtuigend verhaal afsteken.

## brui
Er de brui aan geven.
Ergens uit ongenoegen mee ophouden.

## bruintje
Dat kan Bruin(tje) niet trekken.
Dat kunnen we ons niet veroorloven. (Afgeleid van een populaire naam voor trekpaarden.)

## buik
Ergens de buik vol van hebben.
Iets zoveel meegemaakt hebben dat men er een afkeer van gekregen heeft.

Iets op je buik kunnen schrijven.
Er vanuit kunnen gaan dat hetgeen dat men wilde niet door zal gaan.

Plat op de buik gaan.
Aan iemand toegeven, zich overleveren.

Twee handen op één buik zijn.
Het in alles eens zijn, één front vormen.

## bus
Het sluit als een bus.
Het past goed; het is logisch; het is volkomen juist; er is niets tegen in te brengen.

Het klopt als een bus.
Deze uitdrukking is een contaminatie van het sluit als een bus met: het klopt als een zwerende vinger

## buskruit
Hij heeft het buskruit niet uitgevonden.
Hij is niet erg snugger.

## cactus
Een cactus in de broekzak zijn
Dat is geen bijdrage van serieuze betekenis. 

## cent
Geen rooie cent waard.
Waardeloos.

Een fluitje van een cent.
Heel gemakkelijk.

Geen cent te makken hebben.
Weinig te besteden hebben.

## chemie
Tussen die twee was er geen chemie.
Die twee mensen hadden te veel karakterverschillen om goed te kunnen samenwerken.

## contramine
In de contramine zijn.
Overal bezwaar tegen maken.

## daad
De daad bij het woord voegen.
Iets zeggen en het dan ook onmiddellijk doen.

Wie de naam heeft, krijgt ook de daad.
Wie als slecht bekendstaat, krijgt overal de schuld van.

## dak
Je kan het dak op.
Jouw wens wordt niet gehonoreerd.

Dat ging van een leien dakje.
Dat ging vanzelf.

## dans
De dans ontspringen.
Het noodlot ontlopen.

## deugd
De deugd in het midden.
In een gezelschap zit de belangrijkste figuur in het midden.

## deur
Dát doet de deur dicht.
Dát accepteer ik niet.

Een open deur intrappen.
Een stelling verkondigen, waarover iedereen het al eens is. Het voor-de-hand-liggende uitspreken.

Iemand de deur wijzen.
Iemand wegsturen.

Iets de deur uit doen.
Iets wegdoen.

Met de deur in huis vallen.
Zonder omhaal van woorden meteen ter zake komen.

Niet met iemand door één deur kunnen.
Niet met iemand kunnen samenwerken door verschillen in persoonlijkheid.

Voor de rode deur moeten gaan.
Voor het gerecht komen.

Zo gek als een deur zijn.
Gek zijn; vreemd gedrag vertonen.

Zo zat als een deur zijn.
Zeer dronken zijn.

## dief
Als een dief in de nacht.
Ongemerkt, onverwacht.

## diep
In het diepe gegooid worden.
In een baan aan het werk moeten zonder ingewerkt te worden.

Te diep in het glaasje kijken.
Zichzelf bedrinken.

## dijk
Een dijk van een baan.
Een geweldige baan.

Dat zet geen zoden aan de dijk.
Dat is geen bijdrage van serieuze betekenis.

## doekje
Een doekje voor het bloeden.
Een inadequate maatregel.

Er geen doekjes om winden.
Zonder iemand te ontzien de ernst van de zaak bespreken.

## doel
Het doel heiligt de middelen.
Een op zichzelf verwerpelijke methode wordt gerechtvaardigd door het goede doel dat ermee bereikt wordt.

## dominee
Er komt een dominee voorbij.
Er valt een plotselinge stilte in een rumoerig gezelschap.
(Ontstaan door het gebruik in vissersplaatsen dat de dominee de familie op de hoogte moest stellen van een bericht van overlijden of vermissing bij een schipbreuk.)

## donderen
Kijken alsof men het in Keulen hoort donderen.
Zeer verbaasd kijken.

Als een donderslag bij heldere hemel.
Een onverwachte gebeurtenis, die een grote schok teweegbrengt.

## dood
Als de dood zijn voor iets.
Heel erg bang zijn voor iets.

Iemand doodverven met iets.
Iemand bestemd voor een post achten, iemand als de dader van iets afschilderen (doodverf is grondverf).

Een broertje dood hebben aan iets.
Een grote afkeer hebben van iets.

Om de dooie dood niet.
Volstrekt niet, in geen geval, al kost het me mijn leven.

Zo dood als een pier.
Geheel en al dood, als een aardworm die slap aan de hengel hangt.

Over de doden niets dan goeds.
Men ziet kwaadspreken over overledenen als iets heel onbeleefd, er mag niet gespot worden met de dood.

De dood of de gladiolen.
Alles of niets.

## doodbloeden
De aanval bloedt dood.
De aanval komt geleidelijk uit op een mislukking.

Dat zaakje zal wel doodbloeden.
Die kwestie zal geleidelijk aan wel worden vergeten.

## doof
Doof als een kwartel zijn.
Volledig doof zijn.

Oost-Indisch doof zijn.
Doen alsof men doof is.

Stokdoof zijn.
Volledig doof zijn.

Ergens doof voor zijn.
Niet gevoelig voor argumenten zijn.

## doopceel
Iemands doopceel lichten.
Gedetailleerde informatie over iemands leven inwinnen.

## draad
De draad kwijt zijn.
De loop van het verhaal niet meer kunnen volgen.

De rode draad (in een verhaal of betoog).
Het centrale thema, hetgeen waar steeds weer op wordt teruggegrepen.

Aan een zijden draadje hangen.
De kansen zijn nog niet verkeken, maar het scheelt erg weinig.

Tot op de draad versleten.
Helemaal versleten.

## drol

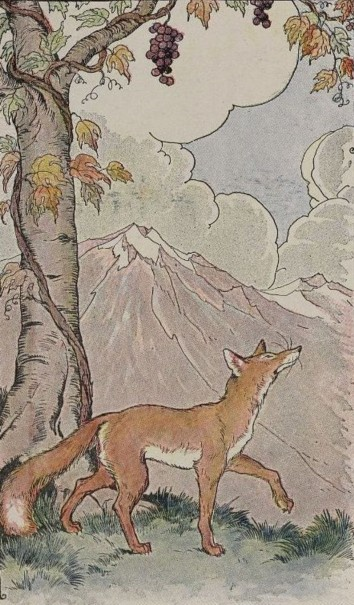
De vos en de druiven. Uit The Æsop for Children, tekening van Milo Winter

Het interesseert me geen drol.
Het interesseert me niets.

Er geen drol van begrijpen.
Ergens niets van begrijpen.

## druif
De druiven zijn zuur.
Men zegt iets te versmaden wat men toch niet kan of mag krijgen.
De uitdrukking is ontleend aan de fabel De vos en de druiven van Aisopos: De vos had zin in druiven maar ze hangen te hoog, en hij kan er niet bij. Om zichzelf te troosten veronderstelde hij toen maar dat de druiven zuur waren.

## druppel
Dat is de druppel die de emmer doet overlopen.
Dat is maar een kleine ergernis, maar samen met wat er al gebeurd is, wordt het niet meer geaccepteerd.

Die twee lijken als twee druppels water op elkaar.
Die twee lijken heel erg op elkaar.

Een druppel op een gloeiende plaat.
Een remedie die bij lange na niet voldoende is om een ongemak of gebrek te verhelpen.

De druppel holt de steen.
Een kleine oorzaak heeft door veelvuldige herhaling grote gevolgen.

Het is de gestage druppel die de steen uitholt.
Door volgehouden herhaling kunnen grote resultaten worden bereikt.

## dubbeltje
Ieder dubbeltje moeten omdraaien.
Zo weinig geld hebben, dat voor elke uitgave bedacht moet worden of die wel verantwoord is.

Ieder dubbeltje drie keer omdraaien.
Zo gehecht zijn aan geld dat men aarzelt bij iedere uitgave.

Een dubbeltje op zijn kant.
Een situatie die goed of fout kan aflopen; een hachelijke situatie.

Plat als een dubbeltje zijn.
Zeer plat zijn.

Voor een dubbeltje op de eerste rang willen zitten.
Tegen minimale kosten maximaal voordeel verlangen.

## duim
Uit zijn duim gezogen.
Gefantaseerd.

Iemand onder de duim houden.
Iemand in je macht hebben.

## duit
Een duit in het zakje doen.
Een kleine bijdrage leveren. Historisch de kleinst mogelijke gave in het collectezakje van de kerk.

## dweilen
Dweilen met de kraan open.
Geen kans op succes hebben, omdat men de symptomen bestrijdt zonder de oorzaak aan te pakken.

## eend
Een vreemde eend in de bijt.
Een vreemd exemplaar in de groep. (Een bijt is een door de mens gemaakte opening in het ijs.)

## ei
Appeltje-eitje.
Zie: appel.

Dat is het hele eieren eten.
Zo simpel is het.

Dat zal hem geen windeieren hebben gelegd.
Daar zal hij wel veel geld mee verdiend hebben.

Een eitje met iemand te pellen hebben.
Iets met iemand te bespreken hebben naar aanleiding van iets wat men die ander verwijt.

Eieren voor zijn geld kiezen.
Zijn principiële standpunt of voornemen loslaten vanwege de consequenties. Een beperkte nederlaag accepteren om de kans op een groter verlies uit te sluiten.

Het is alles koek en ei tussen hen.
Ze zijn zeer bevriend.

Het was een eitje.
Het was heel gemakkelijk.

Op eieren lopen.
Zeer voorzichtig handelen.

Voor een appel en een ei.
Bijzonder goedkoop.

Zijn ei kwijt kunnen.
De gelegenheid hebben zich te uiten; of, zijn creativiteit kunnen gebruiken.

## eind
Aan het eind van zijn akker zijn.
Geen geld meer hebben.

Aan het eind van zijn Latijn zijn.
Zie: Latijn

Aan het kortste eind trekken.
Een vervelende taak of positie toegewezen krijgen. (Afgeleid van het gebruik om te loten door een strootje te trekken uit een verzameling strootjes van verschillende lengte. Degene die het kortste eindje trekt, moet het opknappen.)

Aan zijn eindje vasthouden.
Zijn standpunt handhaven.

De eindjes aan elkaar (moeten) knopen.
Moeite moeten doen om de noodzakelijke uitgaven te kunnen doen met de beschikbare financiën. Letterlijk: Een lijn moeten maken door aanwezige kortere lijnen aan elkaar te knopen.

Een straatje zonder eind.
Een eindeloos proces, iets wat nooit ophoudt.

Het een eind uit de broek laten hangen.
Royaal zijn.

Op zijn einde lopen.
Bijna afgelopen zijn.

## elleboog
Het achter de ellebogen hebben.
Achterbaks; zonder zijn zelfzuchtige bedoelingen te laten zien.
(Oude methode van bedrog. Voorbeeld: Een el (lengtemaat vanaf de elleboog tot aan het topje van de middelvinger) touw wordt stiekem te kort afgemeten vlak achter de elleboog.)

Ellebogenwerk.
Succes boeken door op slinkse wijze van anderen misbruik te maken.

## engeltje
Alsof er een engeltje over je tong piest.
Iets lekker vinden.

Een dronken vrouw is een engel in bed.
Drank draagt bij aan het beëindigen van de tegenstand.

De engeltjes schudden hun kussens uit.
Het sneeuwt.